# Armadillidium apuanum
Armadillidium apuanum är en kräftdjursart som beskrevs av Stefano Taiti och Franco Ferrara 1995. Armadillidium apuanum ingår i släktet Armadillidium och familjen klotgråsuggor. Inga underarter finns listade i Catalogue of Life.